# Aire coutumière

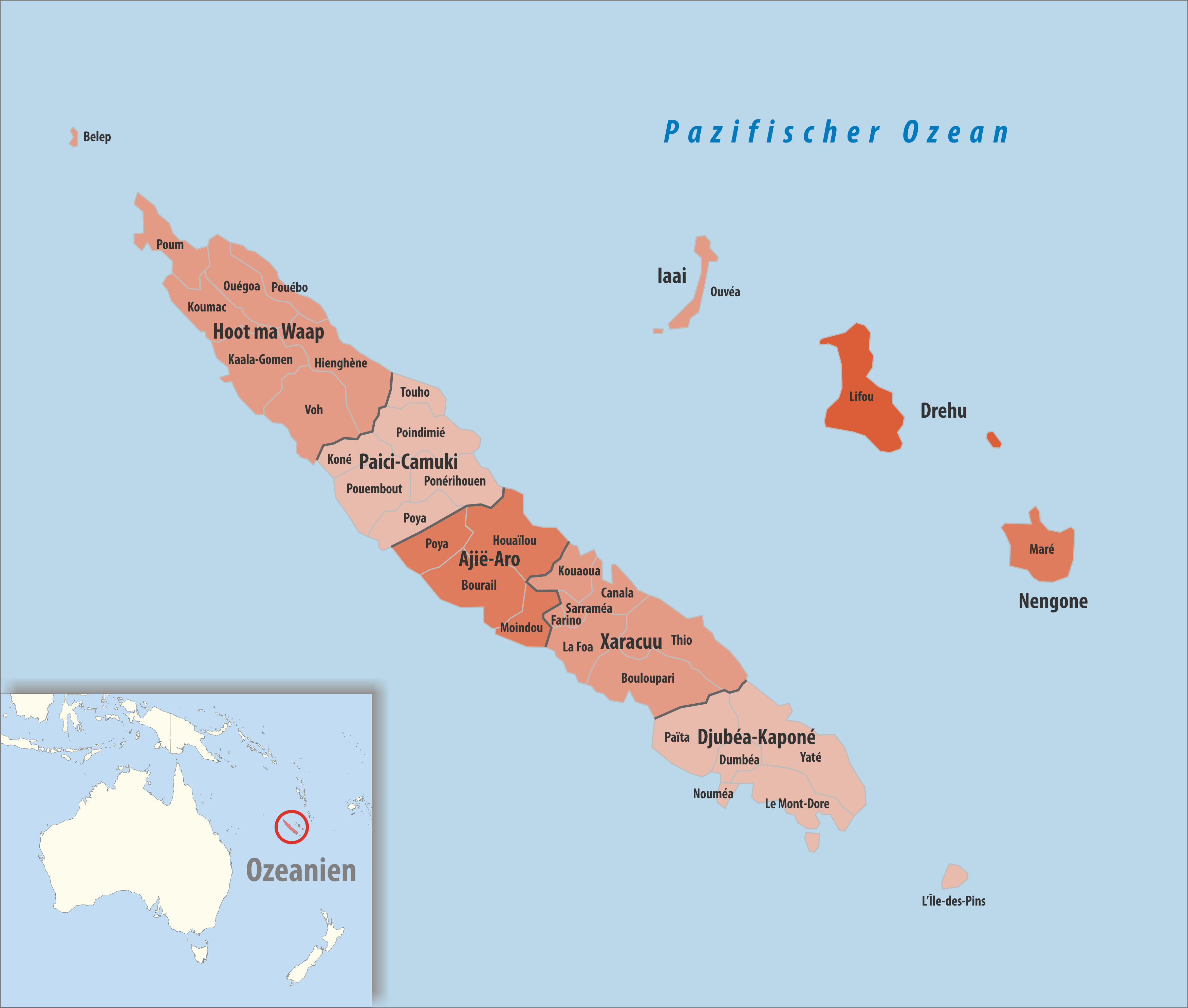
Aires coutumières

Eine Aire coutumière ist eine besondere Form einer Verwaltungseinheit in Neukaledonien, die parallel zu den sonstigen dortigen Verwaltungseinheiten existiert.
Die Einrichtung geht auf das Matignon-Abkommen von 1988 zurück und wurde 1999 gesetzlich festgelegt.
Sie dient unter anderem der Wahl der Mitglieder des Sénat coutumier, der die Rechte der Kanaken, der Ureinwohner Neukaledoniens, wahren soll. Die acht Aires coutumières sind auch zuständig für privatrechtliche Angelegenheiten im Bezug auf den besonderen Status der Kanaken, deren Sprache und deren Kultur. Sie erstrecken sich auf das Gebiet einer Gemeinde oder Gebiete oder Teilgebiete mehrerer Gemeinden und sind ihrerseits in 61 Districts coutumiers unterteilt, in denen sich 342 Tribus befinden.
Statistisch lebt jeder zweite Kanak in den Tribus – zur Zeit der Unterzeichnung des Matignon-Abkommens waren es noch 62 %. Die Hälfte der jungen Bevölkerung zwischen 16 und 29 Jahren geht dort weder einer Ausbildung noch einer formalen Arbeit nach und weniger als die Hälfte der Einwohner im arbeitsfähigen Alter in den Tribus sind formal beschäftigt. Jeder zweite Haushalt verfügt allerdings über ein Auto.
Siehe auch: Liste der Gemeinden in Neukaledonien
| Aire coutumière | Gemeinden | Einwohner 1. Januar 2022 | Fläche km² | Dichte Einw./km² | Gründungsdatum |
| --------------- | --------- | ------------------------ | ---------- | ---------------- | -------------- |
| Ajië-Aro        | 3 1⁄2     | –                        |            | –                | 19. März 1999  |
| Drehu           | 1         | 9195                     | 1.149,95   | 8                | 19. März 1999  |
| Djubéa-Kaponé   | 6         | 186.045                  | 3.149,19   | 59               | 19. März 1999  |
| Hoot ma Waap    | 8         | 17.658                   | 4.560,60   | 4                | 19. März 1999  |
| Iaai            | 1         | 3401                     | 146,94     | 23               | 19. März 1999  |
| Nengone         | 1         | 5757                     | 657,14     | 9                | 19. März 1999  |
| Paici-Camuki    | 5 1⁄2     | –                        |            | –                | 19. März 1999  |
| Xaracuu         | 7         | 15.680                   | 3.283,83   | 5                | 19. März 1999  |